# Kraftwerk La Robla
Das Kraftwerk La Robla (spanisch Central térmica de La Robla) ist ein Kohlekraftwerk in der Gemeinde La Robla, Provinz León, Spanien.
Die installierte Leistung des Kraftwerks beträgt 655 MW. Es ist im Besitz von Naturgy und wird auch von Naturgy betrieben. Das Kraftwerk ging 1971 mit dem ersten Block in Betrieb; es wurde am 30. Juni 2020 stillgelegt.

## Kraftwerksblöcke
Das Kraftwerk besteht aus zwei Blöcken, die 1971 und 1984 in Betrieb gingen. Die folgende Tabelle gibt einen Überblick:
| Block | Max. Leistung (MW) | Betriebsbeginn | Turbine | Generator | Dampfkessel      | Status      |
| ----- | ------------------ | -------------- | ------- | --------- | ---------------- | ----------- |
| 1     | 284                | 1971           | BBC     | BBC       | Foster Wheeler   | Stillgelegt |
| 2     | 371                | 1984           | Siemens | Siemens   | Deutsche Babcock | Stillgelegt |

Die Jahreserzeugung lag 2003 bei 4,620 Mrd. kWh.